# Igor Švara
Igor Švara, slovenski dirigent, * 1947, Ljubljana, Slovenija.
Glasbo je študiral na Akademiji za glasbo v Ljubljani pri svojem očetu Danilu Švari in Marjanu Lipovšku. V ljubljanski Operi, kjer deluje še danes, je zaposlen od leta 1972. Tu je bil nekaj časa tudi v.d. direktorja in umetniški vodja. Kot dirigent je debitiral leta 1973 z opero Seviljski brivec. Dirigiral je več kot sedemdeset različnih opernih in baletnih del. Bil je tudi dolgoletni dirigent/zborovodja na Taboru slovenskih pevskih zborov v Šentvidu pri Stični. 